# Bernard Poinssot
Bernard Poinssot (18. května 1922, Tunis – 10. července 1965, Paříž) byl francouzský fotograf specializující se na portrétní fotografii.

## Životopis
Byl známý výlohou svého obchodu rue Dauphine v Paříži, kde byly vystaveny jeho portréty.

## Sbírky, muzea
Oddělení tisku a fotografie Národní knihovny Francie má sbírku jeho fotografií.